# Wherever We May Roam Tour
Wherever We May Roam Tour fue una gira del grupo estadounidense de thrash metal Metallica por Norteamérica que comenzó en el otoño de 1991 y acabó en julio de 1992, después del término de la gira norteamericana de julio a octubre junto con Guns N' Roses, la banda continuó con el resto de la gira en Europa acabándola definitivamente en diciembre de 1992, los 2 show de San Diego fueron filmados para Live Shit: Binge & Purge, también esta gira fue documentada para el DVD A Year and a Half in the Life of Metallica.
Para el 30 aniversario del álbum homónimo de la banda, el show de Moscú fue lanzado en vinilo, los shows de Oakland (parte del show) y Sacramento, se lanzaron en CD y los shows de Copenhague y Núremberg de 1991 y 1992 respectivamente, se lanzaron en DVD, esto como parte del box set del Black Album lanzado en septiembre de 2021, además de grabaciones en video en varios lugares de la gira.

## Temas Habituales 1
(Tomado del Gentofte Stadium en Copenhague el 10 de agosto de 1991)
1. "Enter Sandman"
2. "Creeping Death"
3. "Harvester of Sorrow"
4. "Fade to Black"
5. "Sad but True"
6. "Master of Puppets"
7. "Seek and Destroy"
8. "For Whom the Bell Tolls"
9. "One"
10. "Whiplash"
11. "Last Caress" (originalmente de Misfits)
12. "Am I Evil?" (originalmente de Diamond Head)
13. "Battery"

Notas:
- En el concierto del 2 de agosto de 1991, "Breadfan" fue interpretada junto a un fan.[4]
- Desde de esta gira hasta algunos conciertos de 1999, "Master of Puppets" se interpretó de forma parcial.
- "The Four Horsemen" y "Welcome Home (Sanitarium)" fue tocada en algunos conciertos de 1991 realizados en Alemania.[5]

## Temas Habituales 2
(Tomado del Palace of Auburn Hills el 3 de noviembre de 1991)
1. "Enter Sandman"
2. "Creeping Death"
3. "Harvester of Sorrow"
4. "Welcome Home (Sanitarium)"
5. "Sad but True"
6. "Wherever I May Roam"
7. Bass Solo
8. "Through the Never"
9. "The Unforgiven"
10. Justice Medley
  1. "Eye of the Beholder"
  2. "Blackened"
  3. "The Frayed Ends of Sanity"
  4. "...And Justice for All"
  5. "Blackened"
11. Drum Solo
12. Guitar Solo
13. "The Four Horsemen"
14. "For Whom the Bell Tolls"
15. "Fade to Black"
16. "Whiplash"
17. "Master of Puppets"
18. "Seek and Destroy"
19. "One"
20. "Last Caress" (originalmente de Misfits)
21. "Am I Evil?" (originalmente de Diamond Head)
22. "Battery"
23. "Stone Cold Crazy" (originalmente de Queen)

Notas:
- "No Remorse" fue interpretada solamente en el concierto del 12 de octubre de 1991.[7]
- "Holier Than Thou" fue interpretada en 5 conciertos de 1991.
- Durante el solo de batería, James Hetfield tocaba la batería junto a Lars Ulrich, incluso "retándolo" a un duelo.
- En las primeras interpretaciones de "Justice Medley", la parte de "...And Justice for All"  era más extensa, posteriormente fue acortada en las siguientes interpretaciones.
- Desde esta gira hasta 1994, "Seek and Destroy" fue cantada en gran parte por Jason Newsted en vez de James Hetfield, además de hacer la canción más extensa.
- "Breadfan"  y "Motorbreath" se tocó en algunos conciertos de 1991 y 1992 para finalizarlos en reemplazo a "Stone Cold Crazy"
- Algunos temas no fueron interpretados el 31 de diciembre de 1991.
- "Of Wolf and Man" fue interpretada en 2 conciertos de 1991 y en algunos de la segunda parte de la gira norteamericana de 1992.
- "Damage Inc" fue interpretada en algunas partes de la segunda parte de la gira norteamericana de 1992.
- "Bliztkrieg" se tocó en el 8 de enero y 8 de febrero de 1992.[8][9]
- Se tocó de forma inédita "Leper Messiah" el 13 de febrero de 1992 y en esa fecha "Master of Puppets" se interpretó de forma completa por única vez en esta gira.[10]
- En algunos conciertos, en la interpretación de "Am I Evil?, Lars Ulrich se encargaba de las voces, James Hetfield en la batería, Kirk Hammett en el bajo y Jason Newsted en la guitarra.

## Temas Habituales 3
(Tomado del Riverfront Coliseum en Cincinnati el 2 de marzo de 1992)
1. "Enter Sandman"
2. "Creeping Death"
3. "Harvester of Sorrow"
4. "Welcome Home (Sanitarium)"
5. "Sad but True"
6. "Wherever I May Roam"
7. Bass Solo
8. "Through the Never"
9. "The Unforgiven"
10. Justice Medley
  1. "Eye of the Beholder"
  2. "Blackened"
  3. "The Frayed Ends of Sanity"
  4. "...And Justice for All"
  5. "Blackened"
11. Drum Solo
12. Guitar Solo
13. "Nothing Else Matters"
14. "For Whom the Bell Tolls
15. "Fade to Black"
16. "Whiplash"
17. "Master of Puppets"
18. "Seek and Destroy"
19. "One"
20. "Last Caress" (originalmente de Misfits)
21. "Am I Evil?" (originalmente de Diamond Head)
22. "Battery"
23. "Stone Cold Crazy" (originalmente de Queen)

Notas:
- El 15 y 16 de junio de 1992 se interpretó The Four Horsemen con Jason Newsted encargándose de las voces en vez de James Hetfield, reemplazando a Through the Never el día 16.[12][13]
- Algunos conciertos finalizaron con Damage Inc, esta canción también reemplazo a Battery en algunos conciertos de 1992.

## Temas Habituales 4
(Tomado del Starwood Anphitheatre en Antioch el 19 de junio de 1992)
1. "Creeping Death"
2. "Harvester of Sorrow"
3. "Fade to Black"
4. "Sad but True"
5. "Wherever I May Roam"
6. "Of Wolf and Man"
7. "For Whom the Bell Tolls"
8. "The Unforgiven"
9. "The Shortest Straw"
10. Bass Solo
11. Guitar Solo
12. "One"
13. "Master of Puppets"
14. "Seek and Destroy"
15. "Whiplash"
16. "Nothing Else Matters"
17. "Enter Sandman"
18. "Last Caress" (originalmente de Misfits)
19. "Am I Evil?" (originalmente de Diamond Head)
20. "Damage Inc."

Notas:
- "The Shortest Straw" fue tocada reemplazando a Justice Medley.
- A partir del 19 de junio de 1992 en adelante, no se interpretó el solo de batería.

## Temas Habituales 5
(Tomado del Palamarino en Roma el 16 de noviembre de 1992)
1. "Enter Sandman"
2. "Creeping Death"
3. "Harvester of Sorrow"
4. "Welcome Home (Sanitarium)"
5. "Sad but True"
6. "Wherever I May Roam"
7. "The Unforgiven"
8. Justice Medley
  1. "Eye of the Beholder"
  2. "Blackened"
  3. "The Frayed Ends of Sanity"
  4. "...And Justice for All"
  5. "Blackened"
9. Bass Solo
10. Guitar Solo
11. "Through the Never"
12. "For Whom the Bell Tolls
13. "Fade to Black"
14. "Master of Puppets"
15. "Seek and Destroy"
16. "Whiplash"
17. "Nothing Else Matters"
18. "Am I Evil?" (originalmente de Diamond Head)
19. "Last Caress" (originalmente de Misfits)
20. "One"
21. "Battery"
22. "Stone Cold Crazy" (originalmente de Queen)

Notas:
- "So What?" fue tocada por única vez el 25 de octubre de 1992 con Animal.[16]
- Los conciertos del 3 y 4 de noviembre de 1992 comenzaron con Wherever I May Roam y terminaron con Enter Sandman.[17][18]
- "Helpless" fue tocada por única vez el 5 de noviembre de 1992 junto con Diamond Head, además de la canción Am I Evil?.[19]
- El 29 de noviembre de 1992 comenzó el concierto con Of Wolf And Man, esta canción también fue interpretada en algunas partes de Europa.[20]
- "Motorbreath" y "Damage, Inc." fueron interpretadas en algunas partes de Europa.
- En algunos conciertos no se interpretó "Stone Cold Crazy".

## El show
La banda prescindió de los actos de apoyo en la gira, se hizo una facturación es en billetes como "Una tarde con Metallica / Sin acto de apertura". En su lugar, una presentación de vídeo se muestran antes de los conciertos que duran entre 20 a 25 minutos. Estos incluyen clips de lugares de interés cercanos a la sede, las compras de Metallica en las tiendas locales, roadies preparando el escenario, Lars Ulrich caminando por detrás del escenario dando presentaciones y hablando sobre la historia de la banda, u otros miembros de la banda participando en diversas travesuras. El vídeo concluye con un montaje de "Enter Sandman", con fragmentos de películas de Clint Eastwood en El bueno, el malo y el feo. La lista de canciones consistía en una mezcla de Metallica (El Álbum Negro) con material con canciones favoritas de los fanes de sus primeros cuatro álbumes. Los shows fueron típicamente de entre dos a tres horas de duración.

## Datos del tour
| Día                                                                                     | Ciudad                    | País                      | Lugar                                 |
| Gira Norteamericana Promo                                                               | Gira Norteamericana Promo | Gira Norteamericana Promo | Gira Norteamericana Promo             |
| --------------------------------------------------------------------------------------- | ------------------------- | ------------------------- | ------------------------------------- |
| 1 de agosto de 1991                                                                     | Petaluma                  | Estados Unidos            | Phoenix Theater                       |
| 2 de agosto de 1991                                                                     | Petaluma                  | Estados Unidos            | Phoenix Theater                       |
| Monsters of Rock 1991                                                                   |                           |                           |                                       |
| 10 de agosto de 1991                                                                    | Copenague                 | Dinamarca                 | Gentofte Stadion                      |
| 13 de agosto de 1991                                                                    | Chorzów                   | Polonia                   | Estadio de Silesia                    |
| 17 de agosto de 1991                                                                    | Castle Donington          | Inglaterra                | Donington Park                        |
| 22 de agosto de 1991                                                                    | Budapest                  | Hungría                   | Nepstadion                            |
| 24 de agosto de 1991                                                                    | Múnich                    | Alemania                  | Olympiastadion                        |
| 25 de agosto de 1991                                                                    | Basilea                   | Suiza                     | St. Jakob Stadion                     |
| 27 de agosto de 1991                                                                    | Berlín                    | Alemania                  | Waldbühne                             |
| 28 de agosto de 1991                                                                    | Berlín                    | Alemania                  | Waldbühne                             |
| 30 de agosto de 1991                                                                    | Hasselt                   | Bélgica                   | Kiewit Airfield                       |
| 31 de agosto de 1991                                                                    | Hannover                  | Alemania                  | Niedersachsenstadion                  |
| 1 de septiembre de 1991                                                                 | Nijmegen                  | Países Bajos              | Stadion de Goffert                    |
| 7 de septiembre de 1991                                                                 | Mainz                     | Alemania                  | Finthen Airfield                      |
| 8 de septiembre de 1991                                                                 | Oldemburgo                | Alemania                  | Weser-Ems-Halle                       |
| 11 de septiembre de 1991                                                                | Graz                      | Austria                   | Stadion Graz-Liebenau                 |
| 14 de septiembre de 1991                                                                | Modena                    | Italia                    | Festa de l'Unità                      |
| 17 de septiembre de 1991                                                                | Dortmund                  | Alemania                  | Westfalenhalle                        |
| 18 de septiembre de 1991                                                                | Dortmund                  | Alemania                  | Westfalenhalle                        |
| 21 de septiembre de 1991                                                                | París                     | Francia                   | Hippodrome de Vincennes               |
| 24 de septiembre de 1991                                                                | Barcelona                 | España                    | Estadio Olímpico Lluís Companys       |
| 28 de septiembre de 1991                                                                | Moscú                     | Unión Soviética           | Aeródromo Túshino                     |
| Gira Norteamericana I                                                                   |                           |                           |                                       |
| 12 de octubre de 1991                                                                   | Oakland                   | Estados Unidos            | Oakland Coliseum                      |
| 29 de octubre de 1991                                                                   | Peoria                    | Estados Unidos            | Peoria Civic Center                   |
| 30 de octubre de 1991                                                                   | Madison                   | Estados Unidos            | Dane County Coliseum                  |
| 1 de noviembre de 1991                                                                  | Muskegon                  | Estados Unidos            | L. C. Walker Arena                    |
| 2 de noviembre de 1991                                                                  | Auburn Hills              | Estados Unidos            | The Palace of Auburn Hills            |
| 3 de noviembre de 1991                                                                  | Auburn Hills              | Estados Unidos            | The Palace of Auburn Hills            |
| 5 de noviembre de 1991                                                                  | Milwaukee                 | Estados Unidos            | Bradley Center                        |
| 6 de noviembre de 1991                                                                  | Des Moines                | Estados Unidos            | Veterans Memorial Auditorium          |
| 8 de noviembre de 1991                                                                  | Minneapolis               | Estados Unidos            | Target Center                         |
| 9 de noviembre de 1991                                                                  | Duluth                    | Estados Unidos            | Duluth Arena Auditorium               |
| 10 de noviembre de 1991                                                                 | Cedar Rapids              | Estados Unidos            | Five Seasons Center                   |
| 12 de noviembre de 1991                                                                 | Ashwaubenon               | Estados Unidos            | Brown County Veterans Memorial Arena  |
| 14 de noviembre de 1991                                                                 | Toronto                   | Canadá                    | Maple Leaf Gardens                    |
| 15 de noviembre de 1991                                                                 | Toronto                   | Canadá                    | Maple Leaf Gardens                    |
| 17 de noviembre de 1991                                                                 | Montreal                  | Canadá                    | Montreal Forum                        |
| 18 de noviembre de 1991                                                                 | Ottawa                    | Canadá                    | Ottawa Civic Centre                   |
| 19 de noviembre de 1991                                                                 | Quebec                    | Canadá                    | Colisée de Québec                     |
| 21 de noviembre de 1991                                                                 | Pittsburgh                | Estados Unidos            | Pittsburgh Civic Arena                |
| 22 de noviembre de 1991                                                                 | Indianápolis              | Estados Unidos            | Market Square Arena                   |
| 24 de noviembre de 1991                                                                 | St. Louis                 | Estados Unidos            | St. Louis Arena                       |
| 25 de noviembre de 1991                                                                 | Fort Wayne                | Estados Unidos            | Allen County War Memorial Coliseum    |
| 27 de noviembre de 1991                                                                 | Omaha                     | Estados Unidos            | Omaha Civic Auditorium                |
| 28 de noviembre de 1991                                                                 | Kansas City               | Estados Unidos            | Kemper Arena                          |
| 30 de noviembre de 1991                                                                 | Richfield                 | Estados Unidos            | Richfield Coliseum                    |
| 1 de diciembre de 1991                                                                  | Richfield                 | Estados Unidos            | Richfield Coliseum                    |
| 3 de diciembre de 1991                                                                  | Buffalo                   | Estados Unidos            | Buffalo Memorial Auditorium           |
| 5 de diciembre de 1991                                                                  | Rosemont                  | Estados Unidos            | Rosemont Horizon                      |
| 6 de diciembre de 1991                                                                  | Rosemont                  | Estados Unidos            | Rosemont Horizon                      |
| 7 de diciembre de 1991                                                                  | Rosemont                  | Estados Unidos            | Rosemont Horizon                      |
| 18 de diciembre de 1991                                                                 | Uniondale                 | Estados Unidos            | Nassau Coliseum                       |
| 19 de diciembre de 1991                                                                 | Uniondale                 | Estados Unidos            | Nassau Coliseum                       |
| 20 de diciembre de 1991                                                                 | Uniondale                 | Estados Unidos            | Nassau Coliseum                       |
| 22 de diciembre de 1991                                                                 | Worcester                 | Estados Unidos            | The Centrum                           |
| 23 de diciembre de 1991                                                                 | Worcester                 | Estados Unidos            | The Centrum                           |
| Gira de fin de año                                                                      |                           |                           |                                       |
| 31 de diciembre de 1991                                                                 | Tokio                     | Japón                     | Tokyo Dome                            |
| Gira Norteamericana II                                                                  |                           |                           |                                       |
| 4 de enero de 1992                                                                      | Paradise                  | Estados Unidos            | Thomas & Mack Center                  |
| 6 de enero de 1992                                                                      | Inglewood                 | Estados Unidos            | The Forum                             |
| 7 de enero de 1992                                                                      | Inglewood                 | Estados Unidos            | The Forum                             |
| 8 de enero de 1992                                                                      | Inglewood                 | Estados Unidos            | The Forum                             |
| 10 de enero de 1992                                                                     | Sacramento                | Estados Unidos            | ARCO Arena                            |
| 11 de enero de 1992                                                                     | Sacramento                | Estados Unidos            | ARCO Arena                            |
| 13 de enero de 1992                                                                     | San Diego                 | Estados Unidos            | San Diego Sports Arena                |
| 14 de enero de 1992                                                                     | San Diego                 | Estados Unidos            | San Diego Sports Arena                |
| 17 de enero de 1992                                                                     | Houston                   | Estados Unidos            | The Summit                            |
| 18 de enero de 1992                                                                     | New Orleans               | Estados Unidos            | Lakefront Arena                       |
| 20 de enero de 1992                                                                     | Little Rock               | Estados Unidos            | Barton Coliseum                       |
| 21 de enero de 1992                                                                     | Dallas                    | Estados Unidos            | Reunion Arena                         |
| 22 de enero de 1992                                                                     | San Antonio               | Estados Unidos            | Convention Center Arena               |
| 24 de enero de 1992                                                                     | Oklahoma City             | Estados Unidos            | Myriad Arena                          |
| 25 de enero de 1992                                                                     | Tulsa                     | Estados Unidos            | Expo Square Pavilion                  |
| 27 de enero de 1992                                                                     | Austin                    | Estados Unidos            | Frank Erwin Center                    |
| 28 de enero de 1992                                                                     | Shreveport                | Estados Unidos            | Hirsch Memorial Coliseum              |
| 29 de enero de 1992                                                                     | Memphis                   | Estados Unidos            | Pyramid Arena                         |
| 31 de enero de 1992                                                                     | El Paso                   | Estados Unidos            | UTEP Special Events Center            |
| 2 de enero de 1992                                                                      | Albuquerque               | Estados Unidos            | Tingley Coliseum                      |
| 3 de febrero de 1992                                                                    | Lubbock                   | Estados Unidos            | Lubbock Municipal Coliseum            |
| 4 de febrero de 1992                                                                    | Odessa                    | Estados Unidos            | Ector County Coliseum                 |
| 6 de febrero de 1992                                                                    | Denver                    | Estados Unidos            | McNichols Sports Arena                |
| 7 de febrero de 1992                                                                    | Denver                    | Estados Unidos            | McNichols Sports Arena                |
| 8 de febrero de 1992                                                                    | Denver                    | Estados Unidos            | McNichols Sports Arena                |
| 10 de febrero de 1992                                                                   | Salt Lake City            | Estados Unidos            | Delta Center                          |
| 12 de febrero de 1992                                                                   | Inglewood                 | Estados Unidos            | The Forum                             |
| 13 de febrero de 1992                                                                   | Inglewood                 | Estados Unidos            | The Forum                             |
| 15 de febrero de 1992                                                                   | Fresno                    | Estados Unidos            | Selland Arena                         |
| 16 de febrero de 1992                                                                   | Reno                      | Estados Unidos            | Lawlor Events Center                  |
| 27 de febrero de 1992                                                                   | Portland                  | Estados Unidos            | Cumberland County Civic Center        |
| 28 de febrero de 1992                                                                   | Albany                    | Estados Unidos            | Knickerbocker Arena                   |
| 29 de febrero de 1992                                                                   | Providence                | Estados Unidos            | Providence Civic Center               |
| 2 de marzo de 1992                                                                      | Cincinnati                | Estados Unidos            | Riverfront Coliseum                   |
| 4 de marzo de 1992                                                                      | Carbondale                | Estados Unidos            | SIU Arena                             |
| 5 de marzo de 1992                                                                      | Champaign                 | Estados Unidos            | Assembly Hall                         |
| 7 de marzo de 1992                                                                      | Knoxville                 | Estados Unidos            | Thompson–Boling Arena                 |
| 8 de marzo de 1992                                                                      | Evansville                | Estados Unidos            | Roberts Municipal Stadium             |
| 9 de marzo de 1992                                                                      | Nashville                 | Estados Unidos            | Nashville Municipal Auditorium        |
| 11 de marzo de 1992                                                                     | Roanoke                   | Estados Unidos            | Roanoke Civic Center                  |
| 12 de marzo de 1992                                                                     | Chattanooga               | Estados Unidos            | UTC Arena                             |
| 14 de marzo de 1992                                                                     | Miami                     | Estados Unidos            | Miami Arena                           |
| 15 de marzo de 1992                                                                     | Jacksonville              | Estados Unidos            | Veterans Memorial Coliseum            |
| 16 de marzo de 1992                                                                     | Orlando                   | Estados Unidos            | Orlando Arena                         |
| 18 de marzo de 1992                                                                     | Huntsville                | Estados Unidos            | Von Braun Center                      |
| 19 de marzo de 1992                                                                     | Louisville                | Estados Unidos            | Freedom Hall                          |
| 21 de marzo de 1992                                                                     | Charlotte                 | Estados Unidos            | Charlotte Coliseum                    |
| 22 de marzo de 1992                                                                     | Charleston                | Estados Unidos            | Charleston Civic Center               |
| 24 de marzo de 1992                                                                     | Pensacola                 | Estados Unidos            | Pensacola Civic Center                |
| 25 de marzo de 1992                                                                     | Birmingham                | Estados Unidos            | Jefferson Civic Coliseum              |
| 26 de marzo de 1992                                                                     | Greensboro                | Estados Unidos            | Greensboro Coliseum                   |
| 28 de marzo de 1992                                                                     | Atlanta                   | Estados Unidos            | The Omni                              |
| 29 de marzo de 1992                                                                     | Atlanta                   | Estados Unidos            | The Omni                              |
| 31 de marzo de 1992                                                                     | Richmond                  | Estados Unidos            | Richmond Coliseum                     |
| 1 de abril de 1992                                                                      | Landover                  | Estados Unidos            | Capital Centre                        |
| 2 de abril de 1992                                                                      | Landover                  | Estados Unidos            | Capital Centre                        |
| 4 de abril de 1992                                                                      | East Rutherford           | Estados Unidos            | Meadowlands Arena                     |
| 6 de abril de 1992                                                                      | Philadelphia              | Estados Unidos            | The Spectrum                          |
| 7 de abril de 1992                                                                      | Philadelphia              | Estados Unidos            | The Spectrum                          |
| 8 de abril de 1992                                                                      | East Rutherford           | Estados Unidos            | Meadowlands Arena                     |
| 10 de abril de 1992                                                                     | Hampton                   | Estados Unidos            | Hampton Coliseum                      |
| 12 de abril de 1992                                                                     | Binghamton                | Estados Unidos            | Broome County Veterans Memorial Arena |
| 13 de abril de 1992                                                                     | Rochester                 | Estados Unidos            | Rochester Community War Memorial      |
| 14 de abril de 1992                                                                     | Hamilton                  | Canadá                    | Copps Coliseum                        |
| 16 de abril de 1992                                                                     | Hartford                  | Estados Unidos            | Hartford Civic Center                 |
| Concierto homenaje a Freddie Mercury                                                    |                           |                           |                                       |
| 20 de abril de 1992                                                                     | Londres                   | Inglaterra                | Wembley Stadium                       |
| Gira Norteamericana III                                                                 |                           |                           |                                       |
| 6 de mayo de 1992                                                                       | Pullman                   | Estados Unidos            | Coliseum                              |
| 7 de mayo de 1992                                                                       | Boise                     | Estados Unidos            | BSU Pavilion                          |
| 9 de mayo de 1992                                                                       | Daly City                 | Estados Unidos            | Cow Palace                            |
| 10 de mayo de 1992                                                                      | Daly City                 | Estados Unidos            | Cow Palace                            |
| 13 de mayo de 1992                                                                      | Rapid City                | Estados Unidos            | Rushmore Plaza Civic Center           |
| 14 de mayo de 1992                                                                      | Sioux Falls               | Estados Unidos            | Sioux Falls Arena                     |
| 15 de mayo de 1992                                                                      | Fargo                     | Estados Unidos            | Bison Sports Arena                    |
| 17 de mayo de 1992                                                                      | Winnipeg                  | Canadá                    | Winnipeg Arena                        |
| 18 de mayo de 1992                                                                      | Saskatoon                 | Canadá                    | Saskatchewan Place                    |
| 19 de mayo de 1992                                                                      | Edmonton                  | Canadá                    | Northlands Coliseum                   |
| 21 de mayo de 1992                                                                      | Calgary                   | Canadá                    | Olympic Saddledome                    |
| 23 de mayo de 1992                                                                      | Vancouver                 | Canadá                    | PNE Coliseum                          |
| 24 de mayo de 1992                                                                      | Vancouver                 | Canadá                    | PNE Coliseum                          |
| 27 de mayo de 1992                                                                      | Seattle                   | Estados Unidos            | Seattle Center Coliseum               |
| 28 de mayo de 1992                                                                      | Seattle                   | Estados Unidos            | Seattle Center Coliseum               |
| 30 de mayo de 1992                                                                      | Anchorage                 | Estados Unidos            | Sullivan Arena                        |
| 1 de junio de 1992                                                                      | Portland                  | Estados Unidos            | Memorial Coliseum                     |
| 2 de junio de 1992                                                                      | Portland                  | Estados Unidos            | Memorial Coliseum                     |
| 4 de junio de 1992                                                                      | Salt Lake City            | Estados Unidos            | Delta Center                          |
| 5 de junio de 1992                                                                      | Casper                    | Estados Unidos            | Casper Events Center                  |
| 6 de junio de 1992                                                                      | Billings                  | Estados Unidos            | Metropark Arena                       |
| 9 de junio de 1992                                                                      | Tuckson                   | Estados Unidos            | Tucson Convention Center              |
| 10 de junio de 1992                                                                     | Phoenix                   | Estados Unidos            | America West Arena                    |
| 11 de junio de 1992                                                                     | Phoenix                   | Estados Unidos            | America West Arena                    |
| 14 de junio de 1992                                                                     | Mobile                    | Estados Unidos            | Mobile Civic Center                   |
| 15 de junio de 1992                                                                     | Baton Rouge               | Estados Unidos            | LSU Assembly Center                   |
| 16 de junio de 1992                                                                     | Jackson                   | Estados Unidos            | Mississippi Coliseum                  |
| 19 de junio de 1992                                                                     | Antioch                   | Estados Unidos            | Starwood Amphitheatre                 |
| 20 de junio de 1992                                                                     | Maryland Heights          | Estados Unidos            | Riverport Amphitheatre                |
| 21 de junio de 1992                                                                     | Bonner Springs            | Estados Unidos            | Sandstone Amphitheatre                |
| 23 de junio de 1992                                                                     | Cincinnati                | Estados Unidos            | Riverbend Music Center                |
| 25 de junio de 1992                                                                     | Raleigh                   | Estados Unidos            | Walnut Creek Amphitheatre             |
| 27 de junio de 1992                                                                     | Charlevoix                | Estados Unidos            | Castle Farms Music Theater            |
| 28 de junio de 1992                                                                     | Columbus                  | Estados Unidos            | Buckeye Lake Music Center             |
| 30 de junio de 1992                                                                     | Milwaukee                 | Estados Unidos            | Marcus Amphitheater                   |
| 1 de julio de 1992                                                                      | Tinley Park               | Estados Unidos            | World Music Theater                   |
| 3 de julio de 1992                                                                      | Cuyahoga Falls            | Estados Unidos            | Blossom Music Center                  |
| 4 de julio de 1992                                                                      | Weedsport                 | Estados Unidos            | Cayuga Fairgrounds                    |
| 5 de julio de 1992                                                                      | Allentown                 | Estados Unidos            | Fairgrounds                           |
| Gira Norteamericana 1992 con Guns N' Roses, véase: Guns N' Roses/Metallica Stadium Tour |                           |                           |                                       |
| Gira Europea                                                                            |                           |                           |                                       |
| 22 de octubre de 1992                                                                   | Gante                     | Bélgica                   | Flanders Expo                         |
| 24 de octubre de 1992                                                                   | Londres                   | Inglaterra                | Wembley Arena                         |
| 25 de octubre de 1992                                                                   | Londres                   | Inglaterra                | Wembley Arena                         |
| 27 de octubre de 1992                                                                   | Glasgow                   | Escocia                   | SECC Arena                            |
| 28 de octubre de 1992                                                                   | Newcastle                 | Inglaterra                | Whitley Bay Ice Rink                  |
| 30 de octubre de 1992                                                                   | Dublín                    | Irlanda                   | Point Theatre                         |
| 1 de noviembre de 1992                                                                  | Sheffield                 | Inglaterra                | Sheffield Arena                       |
| 3 de noviembre de 1992                                                                  | Mánchester                | Inglaterra                | Greater Manchester Exhibition Center  |
| 4 de noviembre de 1992                                                                  | Birmingham                | Inglaterra                | NEC Arena                             |
| 5 de noviembre de 1992                                                                  | Birmingham                | Inglaterra                | NEC Arena                             |
| 7 de noviembre de 1992                                                                  | Róterdam                  | Países Bajos              | Rotterdam Ahoy                        |
| 8 de noviembre de 1992                                                                  | Róterdam                  | Países Bajos              | Rotterdam Ahoy                        |
| 10 de noviembre de 1992                                                                 | París                     | Francia                   | Bercy                                 |
| 12 de noviembre de 1992                                                                 | Barcelona                 | España                    | Palau Sant Jordi                      |
| 13 de noviembre de 1992                                                                 | San Sebastián             | España                    | Vélodrome                             |
| 16 de noviembre de 1992                                                                 | Roma                      | Italia                    | Palamarino                            |
| 17 de noviembre de 1992                                                                 | Milán                     | Italia                    | Palatrussardi                         |
| 18 de noviembre de 1992                                                                 | Zúrich                    | Suiza                     | Hallenstadion                         |
| 20 de noviembre de 1992                                                                 | Viena                     | Austria                   | Wiener Stadthalle                     |
| 22 de noviembre de 1992                                                                 | Múnich                    | Alemania                  | Olympiahalle                          |
| 23 de noviembre de 1992                                                                 | Stuttgart                 | Alemania                  | Schleyerhalle                         |
| 24 de noviembre de 1992                                                                 | Dortmund                  | Alemania                  | Westfalenhalle                        |
| 26 de noviembre de 1992                                                                 | Fráncfort del Meno        | Alemania                  | Festhalle                             |
| 27 de noviembre de 1992                                                                 | Núremberg                 | Alemania                  | Frankenhalle                          |
| 29 de noviembre de 1992                                                                 | Núremberg                 | Alemania                  | Frankenhalle                          |
| 30 de noviembre de 1992                                                                 | Mannheim                  | Alemania                  | Maimarkthalle                         |
| 1 de diciembre de 1992                                                                  | Stuttgart                 | Alemania                  | Schleyerhalle                         |
| 3 de diciembre de 1992                                                                  | Kiel                      | Alemania                  | Ostseehalle                           |
| 5 de diciembre de 1992                                                                  | Berlín                    | Alemania                  | Deutschlandhalle                      |
| 7 de diciembre de 1992                                                                  | Bolduque                  | Países Bajos              | Brabanthall                           |
| 9 de diciembre de 1992                                                                  | Copenague                 | Dinamarca                 | Forum Copenhague                      |
| 10 de diciembre de 1992                                                                 | Copenague                 | Dinamarca                 | Forum Copenhague                      |
| 12 de diciembre de 1992                                                                 | Gotemburgo                | Suecia                    | Scandinavium                          |
| 14 de diciembre de 1992                                                                 | Oslo                      | Noruega                   | Oslo Spektrum                         |
| 16 de diciembre de 1992                                                                 | Helsinki                  | Finlandia                 | Jäähalli                              |
| 18 de diciembre de 1992                                                                 | Estocolmo                 | Suecia                    | Stockholm Globe Arena                 |